# Alida van der Anker-Doedens
Alida van der Anker-Doedens (Rolde, Drente, 28 de julho de 1922 - Haarlem, 1 de abril de 2014) foi uma ex-canoísta de velocidade holandesa na modalidade de canoagem.

## Carreira
Foi vencedora da medalha de Prata em K-1 500 m em Londres 1948.